# Trifurcula sinica
Trifurcula sinica là một loài bướm đêm thuộc họ Nepticulidae. Nó được miêu tả bởi Yang năm 1989. Nó được tìm thấy ở Shaanxi in Trung Quốc.
Con trưởng thành bay vào tháng 4.
The larvae make galls in young branches of Prunus cerasifera, Prunus dulcis và Prunus persica.